# Max Havelaar (keurmerk)

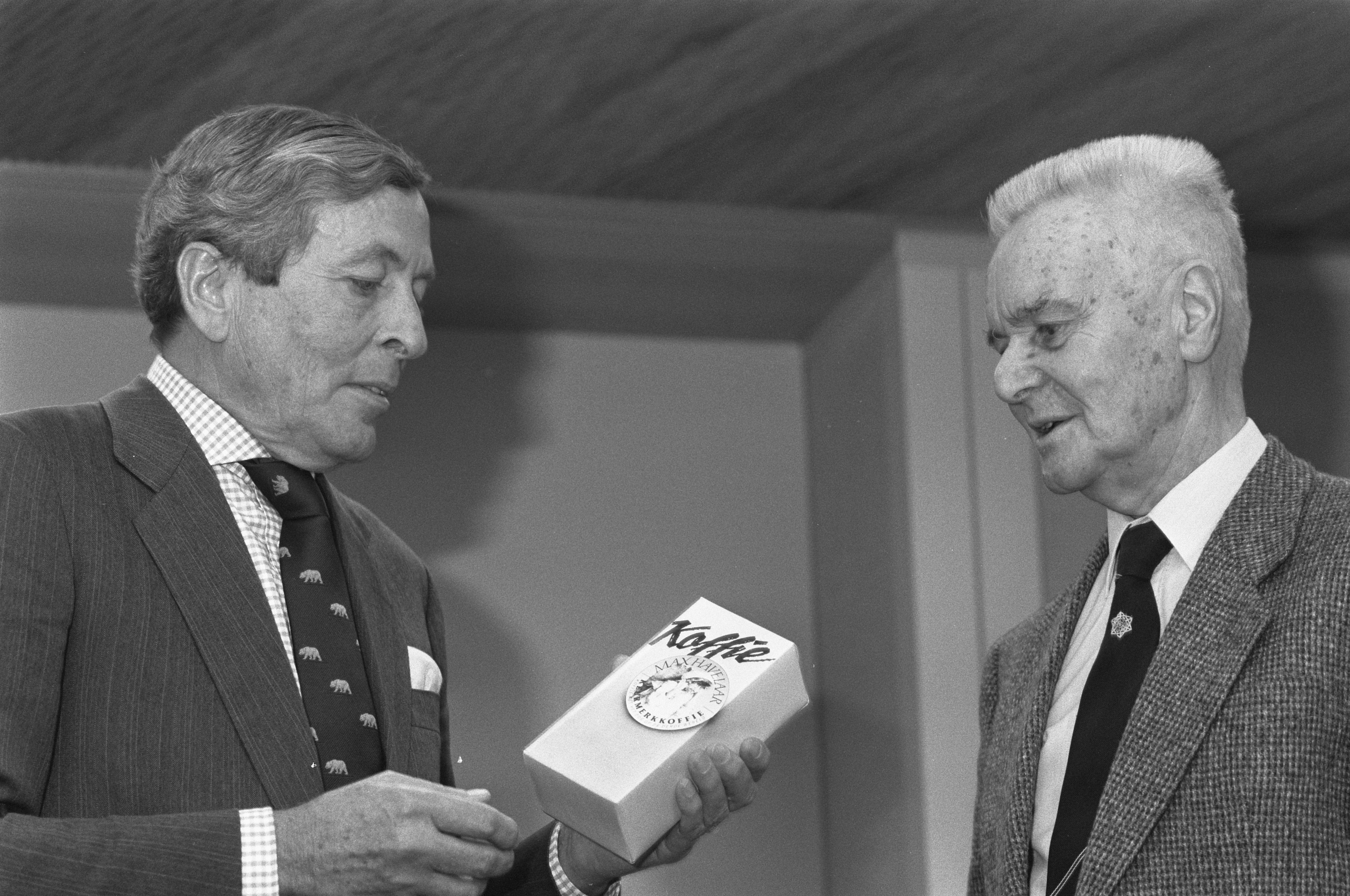
Prins Claus ontvangt het eerste pak koffie van Max Havelaar uit handen van professor Jan Tinbergen (1988)

De Stichting Max Havelaar is opgericht in 1988 met als doel in Nederland een keurmerk op te zetten voor koffie van bonen geteeld door boeren en arbeiders die voor hun werk een "eerlijk" (fair) loon krijgen. Het initiatief kwam tot stand in overleg tussen Mexicaanse koffieboeren en een Nederlandse hulporganisatie. De naam is per 1 januari 2021 veranderd in Fairtrade Nederland.

## Geschiedenis
De naam is ontleend aan het boek Max Havelaar (1860) van Multatuli, waarin het onrecht aan de kaak wordt gesteld van de uitbuiting van boeren en arbeiders op de koffieplantages in toenmalig Nederlands-Indië. Plaatselijke vorsten en de schatkist van de Nederlandse staat profiteerden daarvan (zie: cultuurstelsel).
Het initiatief werd genomen door Frans van der Hoff en Nico Roozen naar aanleiding van een dringende oproep van koffieboeren in Mexico. Zij stelden dat een "eerlijke" prijs voor hun koffie beter is dan ontwikkelingshulp. De stichting zette een keurmerk op voor zogenaamde 'fairtrade' koffie, dat waar Multatuli met zijn boek naar streefde.
En het vond navolging: tegenwoordig is Max Havelaar ook de naam van het enige onafhankelijke fairtradekeurmerk voor voedsel waarvan de producenten in Latijns-Amerika, Afrika of Zuidoost-Azië door de afnemers een minimumprijs voor hun producten betaald krijgen. Deze prijs moet de boeren in staat stellen de kosten voor duurzame productie te dekken. Als de wereldmarktprijs lager is dan de minimumprijs, wordt ten minste de minimumprijs betaald. Als de wereldmarktprijs hoger is dan de minimumprijs, ontvangen de boeren deze hogere wereldmarktprijs.
Hierbovenop ontvangen de producenten als extra nog een premie. De boeren beslissen zelf waar zij dit geld aan besteden, zoals verbetering van productiviteit, kwaliteit en infrastructuur. Voor arbeiders op plantages komt de fairtradepremie ten goede aan gemeenschapsprojecten zoals onderwijs en gezondheidszorg.
Het keurmerk garandeert dat organisaties van kleine boeren of plantages in ontwikkelingslanden een eerlijke prijs ontvangen voor hun producten. De stichting zelf handelt in geen van deze producten; zij verleent alleen het keurmerk dat garant staat voor een eerlijke handel.

## Keurmerk

### Producten
Hoewel het keurmerk, mede door zijn naam, met name associaties met koffie oproept, is het ook te vinden op ijs, thee, chocolade, honing, cacao, vruchtensap, rijst, wijn, bier, suiker en fruit. Onder meer het merk "Oké", dat onder die naam bananen, sinaasappels, ananassen en mango's verkoopt, mag het Fairtrade/Max Havelaarkeurmerk dragen. Daarnaast zijn er nog meer merken, zoals Ben & Jerry's (ijs wereldwijd 100% fair trade), Swiss Noir (chocolade), Penotti (chocopasta), Tony Chocolonely (chocola), Zonnatura (thee), Clipper (thee) en Fair Trade Original (een hele reeks producten).

### Supermarkten
Er zijn echter ook diverse supermarkten (zoals Aldi "Fair" en Lidl "Fairglobe") die ervoor kiezen om hun fruit onder eigen merk te verkopen met natuurlijk het Fairtrade/Max Havelaarkeurmerk. Vanaf januari 2010 verkoopt de supermarktorganisatie PLUS alleen bananen die Fairtrade/Max Havelaar zijn gecertificeerd. Dit is ook van toepassing voor alle ananassen, Limoenen, Physalis en de huismerk, koffie, thee en chocolade die PLUS verkoopt. In 2011 volgden de supermarktorganisaties Spar en Attent dit voorbeeld. Ook bij de supermarktketen Deen is alle huismerk koffie, thee en chocola gecertificeerd met het Fairtrade/Max Havelaarkeurmerk. De supermarkten Jan Linders, Hoogvliet, Boni en Poiesz hebben al hun huismerk thee en chocola gecertificeerd.
In 2014 was de totale winkelverkoopwaarde van producten verkocht onder het keurmerk zo'n 213 miljoen euro. De boeren ontvingen 0,1 miljoen euro meer dan de wereldmarktprijs, in 2013 was dit nog 0,7 miljoen euro maar de daling wordt verklaard door de hogere prijzen op de wereldmarkt. In 2013 en 2014 werd gemiddeld 5 miljoen euro aan premies uitgekeerd. In 2014 werd ruim 20 miljoen kilo, circa 16% van het totaal, fairtradebananen verkocht en was daarmee het grootste fairtradeproduct in Nederland. Koffie en cacao staan met elk 5 miljoen kilo op de tweede en derde plaats. De Stichting Max Havelaar organiseert twee keer per jaar (voorjaar en najaar) een 'Fairtrade Week'. In deze periode houden de meeste supermarkten acties met producten die Fairtrade-gecertificeerd zijn.

## Max Havelaar in andere landen
In vele andere landen zijn er stichtingen die hetzelfde doel en dezelfde werkwijze hanteren. Het Max Havelaarkeurmerk wordt nu (2015) in zo'n 26 landen gebruikt en de producten komen uit circa 60 landen. Hiervan hebben direct ongeveer anderhalf miljoen boeren (en arbeiders) profijt. 
Deze organisaties zijn aangesloten bij het internationale Fairtrade Labelling Organizations (FLO). Het Fairtrade-keurmerk (de internationale versie van het Max Havelaarkeurmerk) realiseerde dat.

## In de media
In januari 2006 startte het Max Havelaarkeurmerk een grote campagne in Nederland om aandacht op de producten met zijn merk te vestigen. Met de reclamekreet "geen korting, wel voordeel", met een knipoog verwijzend naar de prijzenoorlog tussen de Nederlandse supermarkten, wilde het keurmerk onder de aandacht brengen dat de producten wel wat duurder zijn, maar dat een deel van de opbrengst voordeel oplevert voor de producenten ervan.
Op 30 januari 2007 werden in de uitzending van het televisieprogramma Keuringsdienst van Waarde vraagtekens gezet bij het verschil enerzijds in winkelprijs tussen een gewone en een fairtrade-chocoladereep, en anderzijds het verschil in de aan de boeren betaalde prijs tussen een zak gewone en fairtrade-cacaobonen. Max Havelaar reageerde op deze kritiek onder andere door op zijn homepage toelichtingen te geven over de vragen die de uitzending opriep.
Op 25 oktober 2007 lanceerde Max Havelaar de eerste Nederlandse Fairtradeweek. Onder het motto "Kies vandaag, koop fairtrade" werden consumenten in 3.000 winkels en in een breed scala aan media aangemoedigd om producten met het Max Havelaarkeurmerk te kopen.
In 2008 is katoen geïntroduceerd en in de tweede week van 2009 zijn er bloemen (rozen en trosanjers) toegevoegd aan het gamma. Deze zijn te koop bij grote supermarktorganisaties.
Volgens onderzoek van het Nederlands Dagblad en lokale journalisten in 2012 zou kregen cacaoboeren in Afrika geen hogere prijs dan bij andere cacao-inkopers. Uit enkele interviews komt naar voren dat sommige boeren niet weten dat hun cacao 'fair trade' is. De organisatie bestreed dit door in de pers te verwijzen naar een onderzoek uitgevoerd door KPMG waaruit zou blijken dat cacaoboeren in Ghana en Ivoorkust wel degelijk profijt hebben van Fairtrade-certificering.
Sinds 2014 richt de internationale Fairtrade-organisatie zich op vier belangrijke thema's: 'leefbaar loon', gender, klimaatverandering en kinderarbeid.

## Soortgelijke initiatieven in andere branches
In de kledingbranche bestaat een met Fairtrade vergelijkbaar initiatief, namelijk het etiket made-by. Dit is geen merk, maar een label dat kledingmerken kunnen voeren als zij aan bepaalde voorwaarden voldoen. Zo wordt er veel met biologisch verbouwde katoen gewerkt, en er wordt nagegaan of de bedrijven die de kleding aanleveren, een aanvaardbare sociale gedragscode hanteren.